# Findlay Range
Findlay Range (in lingua inglese: Catena Findlay) è una catena montuosa antartica, che si sviluppa in senso parallelo a ovest del Lyttelton Range, tra il Grigg Peak e il Sorensen Peak, nei  Monti dell'Ammiragliato, in Antartide. 
La denominazione è stata assegnata dal New Zealand Antarctic Place-Names Committee in onore di Robert H. Findlay, geologo della New Zealand Antarctic Division che fa parte del "Department of Scientific and Industrial Research" (Dipartimento della Ricerca Scientifica e Industriale), leader della componente geologica del New Zealand Antarctic Research Program in quest'area nel 1981-82.